# 익산 남궁찬 묘 석상
남궁찬 묘 석상(南宮璨墓石像)은 대한민국 전북특별자치도 익산시에 있는, 조선 전기의 문신인 남궁찬의 묘 앞에 자리하고 있는 2기의 석상이다. 1999년 11월 19일 전라북도의 유형문화재 제176호로 지정되었다.

## 개요
이 석상은 조선 초기의 문신 남궁찬의 묘 전면 양측 문인석으로 세운 두 기의 석상이다. 재질은 화강암이며 오른쪽 석상의 높이는 260cm, 왼쪽의 석상은 250cm이다. 각진 큰 머리에 구슬 모양 장식을 붙인 모자를 쓰고 있으며, 툭 튀어나온 눈과 앞으로 내민 턱 등이 인상적이다. 이 석상은 16세기경에 제작된 것으로 보이며, 석상 자체의 크기가 클 뿐만 아니라 조각양식과 기법이 독특하면서도 뛰어나다.

## 참고 자료
- 남궁찬묘석상 - 국가유산청 국가유산포털